# Sungbos Eredo
Sungbos Eredo är en försvarsmur eller ett system av vallar och diken som ligger sydväst om Yorubastaden Ijebu-Ode i delstaten Ogun i sydvästra Nigeria (6°47′13″N 3°52′30″Ö / 6.78700°N 3.87488°Ö). Den byggdes till Bilikisu Sungbos ära, och anses det största enskilda förkoloniala monumentet i Afrika.

## Beskrivning
Befästningarnas längd är över 160 km. De består av ett dike med ovanligt jämna vallar belägna på insidan av denna. Höjdskillnaden mellan dikets nedre och vallens överkant är upp till 20 meter. Arbetet utfördes i laterit, en typisk afrikansk jordart bestående av lera och järnoxid. Anläggningen bildar en ojämn ring kring det som en gång utgjorde staten Ijeby, ett område cirka 40 kilometer brett i nord-sydlig riktning, där murarna flankeras av träd och annan vegetation.
Som byggprojekt krävde det en större mängd jordmassor än den som krävdes till Cheopspyramiden i Giza.

## Historia
Eredo fungerade som en försvarsanläggning när den byggdes kring år 800 – 1000, en period med politisk konfrontation och konsolidering i Nigerias södra regnskogsområde. Den tros ha inspirerats av samma process som ledde till liknande byggnadsverk runt om i dagens Nigeria, däribland i Ile-Ife, Ilesa och Benin Iya, en 6 500 km lång serie sammanlänkade men separata anläggningar i den närliggande Edo-talande regionen.
Sungbos Eredo har också kopplats samman med legenden Drottningen av Saba som nämns i såväl Bibeln som Koranen. I Gamla Testamentet, sägs hon ha sänt en karavan med guld, elfenben och andra varor till Kung Salomo. I Koranen är hon en Etiopisk solgudsdyrkare kallad Bilqis involverad i rökelsehandeln och som konverterar till Islam. Legender från dagens Ijebu, kopplar samman Eredo med denna mytomspunna kvinna, en rik, barnlös änka som de kände som Bilikisu Sungbo. Enligt dem, uppfördes anläggningen som hennes personliga minnesmärke. Därtill, sägs hennes grav finnas i Oke-Eiri, en stad i ett muslimskt område, alldeles norr om Eredo. Kristna, muslimska och traditionellt afrikanskt religiösa pilgrimer besöker denna heliga plats till hennes ära.
Man tror att Eredo var ett sätt att förena ett område med olika samhällen och förena dessa till ett kungadöme. Det verkar som att de som byggde dessa befästningar med avsikt försökte nå grundvatten eller lera för att skapa en mjuk botten för diket. Om detta kunde fås utan att gräva djupt, stoppade man, även om djupet bara var en meter. På en del platser, placerades små konformade statyer på dikesbottnen.
Eredos imponerande storlek och komplexa konstruktion drog till sig världsvida mediauppmärksamhet i september 1999 då den brittiske arkeologen Patrick Darling, då på Bournemouth universitet, undersökte platsen och började publicera sitt förslag att bevara Eredo och ge den lite mer framträdande roll. Tidigare var mycket lite känt om Eredo utanför skaran av invånare och specialister på Yorubafolkets historia. Fyrtio år passerade mellan Peter Lloyds publicering av sin analys av platsen och Darlings, men den gör det fortfarande nödvändigt att fullständigt ompröva Västafrikas förflutna.

## Världsarvsstatus
Den 1 november 1995 sattes Sungbos Eredo upp på Nigerias tentativa världsarvslista tillsammans med Benin Iya.